# Нервна регулација покрета преджелудаца код преживара
Преджелуце инервишу првенствено две гране вагуса: дорзална (лева) и вентрална (десна). 
После тоталне ваготомије контракције бурага и мрежавца ишчезавају. Њихове контракције се такође могу спречити средствима која паралишу дејство вагуса (атропин). Вентрална грана вагуса има значајнију улогу од дорзалне, јер се њеним пресецањем јављају трајнији поремећаји у моторици. Потпуним пресецањем стабла вагуса губи се способност пражњења мрежавца и бурага, престаје преживање, подригивање и рефлекс једњачког жлеба. Међутим, и поред губитка способности провођења хране, преджелуци показују извесну врсту некоординисане моторне активности, а такође се налазе у стању појачаног тонуса, што указује на постојање аутономног нервног сплета у зидовима преджелудаца. Обострана симпатектомија има мало утицаја на моторну активност и пражњење преджелудаца, а такође не мења ефекат ваготомије.
Постоји више експерименталних доказа да су покрети преджелудаца рефлексне природе. Зато што код дуготрајног гладовања престаје моторика, присуство садржаја у бурагу, мрежавцу и листавцу је примаран подражај на рецепторске зоне које се налазе у зиду преджелудаца, а нарочито оне у зиду мрежавца и предњој бураговој гредици. Импулси са рецептора са аферентним нервима проводе у централни нервни систем, одакле се моторним неуронима вагуса раздражење преноси у глатку мускулатуру у зиду преджелудаца. И промена електрохемијске реакције садржаја бурага може битно да утиче на моторику а регулација се одвија преко хистамина. Ово једињење се стално ослобађа у бурагу декарбоксилацијом аминокиселине хистидина. Хистамин се ресорбује али се у слузокожи бурага одмах разлаже деловањем ензима хистаминазе која се у њој налази. Код промена pH садржаја бурага у правцу киселости или базности долази до инхибиције активности хистаминазе што доводи до повећаног стварања и ресорпције хистамина, који у тако увећаној количини (тровање хистамином) инхибиторно делује на моторику (кисела и алкална дигестија).
Од преджелудаца у централни нервни систем иду и аферентна вегетативно-сензибилна нервна влакна. Она омогућавају настанак важних рефлекса: висцеро-кутаних, висцеро-моторних и висцеро-висцералних. Висцеро-кутани (цревно-кожни) су веома значајни у дијагностици присуства страних тела у преджелуцима. Наиме, код обољења у абдомену, а нарочито код трауматског ретикулитиса изазваног продирањем страног тела кроз зид мрежавца, постоји повећана осетљивост на бол у пределу гребена. Испитивање појачане осетљивости на бол, притискивањем на каудални део гребена (6-8. торакални пршљен), представља један од начина дијагностиковања страног тела. Проба се састоји у прављењу кожног набора на поменутом делу гребена у почетку ексипирјума животиње. Уколико је присутно страно тело, које је озледило преджелудац, животиња због осећаја бола зауставља за кратко експиријум, а затим га завршава, уз појаву стењања.
Висцеро-кутани рефлекси имају одређену улогу и у лечењу поремећаја рада желуца. Тако је, на пример, могуће масажом коже или другим физичким и хемијским надражајем коже утицати на санирање тимпаније (надуна) бурага.